# VSE St. Pölten
VSE St. Pölten (Voith-Schwarze Elf St. Pölten) war ein österreichischer Fußballverein aus St. Pölten.
Er entstand 1973 aus der Fusionierung zweier St. Pöltner Vereine und trat von 1973 bis 1998 in verschiedenen Ligen an. Von 1988 bis 1994 spielte man sechs Saisonen lang in der höchsten österreichischen Spielklasse, wo als beste Platzierung der Vereinsgeschichte der sechste Rang erreicht wurde.
Die Heimstätte war über die gesamte Vereinsgeschichte hin der von 1950 bis 1951 erbaute Voithplatz.

## Geschichte
| Jahr      | Liga                       |
| --------- | -------------------------- |
| 1973–1975 | Landesliga NÖ              |
| 1975–1976 | Unterliga West-Waldviertel |
| 1976–1982 | Oberliga West              |
| 1982–1984 | Unterliga West             |
| 1986–1987 | Regionalliga Ost           |
| 1987–1988 | 2. Division                |
| 1988–1993 | 1. Division                |
| 1993–1994 | Bundesliga                 |
| 1994–1998 | 2. Division                |

### Die ersten zehn Jahre
Am 5. Juli 1973 fusionierten zwei der damals 13 St. Pöltner Vereine, nämlich der BSV Voith (Betriebssportverein der Voith) und der SC Furthner Schwarze Elf zum neuen VSE St. Pölten (Voith-Schwarze Elf St. Pölten). Der neue Fusionsverein wurde dabei als Rechtsnachfolger der 1920 gegründeten Schwarzen Elf betrachtet und führte auch deren Gründungsdatum. In der ersten Saison 1973/74 stieg man in die Landesliga ein und belegte den 7. Rang.
In der zweiten Saison 1974/75 wurde man allerdings Letzter und stieg in die Unterliga West-Waldviertel ab, wo man in der Saison 1975/76 Tabellensechster wurde. In der folgenden Saison trat der VSE in der neu geschaffenen Oberliga West an und belegte Rang 6. Zwischen 1976 und 1982 spielte man insgesamt 6 Saisonen in der Oberliga West, bis der VSE abermals abstieg. In der Saison 1982/83 spielte man daher nur noch in der Unterliga West und wurde neunter.

### Der sportliche Aufstieg
1983/84 gewann der VSE die Unterliga West. 1984/85 folgte eine Spielgemeinschaft mit dem SV Gablitz und übernahm den Platz in der 1. Landesliga von der SG SV Eichgraben-SV Gablitz.
Im Spieljahr 1986/87 gelang dem Klub als Meister der Regionalliga Ost der Aufstieg in die zweithöchste Spielklasse.
Schon in der darauf folgenden Meisterschaft 1987/88 fixierte man den Aufstieg in die höchste Spielklasse: Als Vierter des Grunddurchgangs qualifizierte man sich für das Mittlere Playoff, wo man den dritten der vier Aufstiegsplätze erreichte.

### In der höchsten österreichischen Spielklasse
| Saison  | Platz | {\displaystyle \varnothing }Zuschauer (Heimspiele) |
| ------- | --- | -------------------------------------------------- |
| 1988/89 | Grunddurchgang: 4. von 12 (1. Division) Meister-Playoff: 8. von 8 Endrang: 8                                                               | 7.091 (11) 4.086 (7) 5.922 (18)                    |
| 1989/90 | Grunddurchgang: 8. von 12 (1. Division) Meister-Playoff: 7. von 8 Endrang: 7                                                               | 5.073 (11) 4.186 (7) 4.728 (18)                    |
| 1990/91 | Grunddurchgang: 12. von 12 (1. Division) Mittleres Playoff: 3. von 8 Endrang: 11                                                           | 2.291 (11) k. A. (7) k. A. (18)                    |
| 1991/92 | Grunddurchgang: 7. von 12 (1. Division) Meister-Playoff: 8. von 8 Endrang: 8                                                               | 3.300 (11) 3.329 (7) 3.311 (18)                    |
| 1992/93 | Grunddurchgang: 7. von 12 (1. Division) Meister-Playoff: 6. von 8 Endrang: 6                                                               | 3.209 (11) 2.214 (7) 2.822 (18)                    |
| 1993/94 | 9. von 10 (1. Bundesliga) In der Relegation verlor man mit einem Gesamtscore von 3:5 gegen den FC Linz und stieg so in die 2. Division ab. | 2.494 (18)                                         |

#### Die erste Saison in der 1. Division
In der ersten Saison in der 1. Division erreichte man als Aufsteiger nach 22 Spielen den 4. Platz. Nach dem damaligen Spielmodus qualifizierte sich der VSE damit für das Meister-Playoff, wo man allerdings von 14 Spielen zehn verlor und viermal Unentschieden spielte. Am Ende erreichte man in der ersten Saison eines St. Pöltner Vereins in der höchsten Spielklasse immerhin den achten Gesamtrang. Was die Zuschauerzahlen anbelangte, lag man nach 22 Spieltagen mit einem Schnitt von 7.091 Besuchern pro Spiel sensationell hinter dem späteren Meister FC Swarovski Tirol auf dem zweiten Platz. Im Meister-Playoff kamen immerhin noch durchschnittlich 4.086 Besucher.
Im ersten Spiel einer St. Pöltner Mannschaft in der 1. Division sahen rund 7.000 Besucher einen 1:0-Heimsieg gegen den SK Rapid Wien. Das Tor erzielte Mario Kempes. Die bestbesuchten Heimspiele der ersten Saison waren mit jeweils rund 10.000 Zuschauern die gegen FC Swarovski Tirol am 10. September 1988 und wenige Tage später gegen FK Austria Wien. Wahrscheinlich waren beim Spiel gegen die Austria sogar bis zu 12.000 Zuseher anwesend, womit der ewige Besucherrekord am Voithplatz aufgestellt wurde. Die besten Torschützen der Saison waren Franz Zach (10 Treffer), Mario Kempes (9), Slobodan Branković (8), Ernst Ogris (7) und Leopold Rotter (5).

#### Fünf Jahre Bundesliga
Im darauffolgenden Spieljahr 1989/90 verbesserte sich die VSE auf den 7. Endrang, ehe die Mannschaft in der nächsten Saison ins mittlere Playoff musste. Dort schaffte man mit Platz 3 den Klassenerhalt. Im Jahr 1991 stellte St. Pölten mit Leopold Rotter auch erstmals einen Teamspieler. Später sollte mit Frenkie Schinkels ein zweiter folgen. Die Saisonen 1991/92 und 1992/93 brachten die Endränge 8 und 6, wobei letzterer die beste Platzierung in der Vereinsgeschichte darstellt.

### Abstieg, 2. Liga und erneuter Abstieg

#### Abstieg
In der Saison 1993/94 reichte es in der neu geschaffenen Zehnerliga nur zum 9. Platz, was die Relegation mit dem Zweitplatzierten der 2. Liga bedeutete. St. Pölten verlor gegen FC Linz mit 1:2 und 2:3 und musste so nach 6 Jahren wieder aus der höchsten österreichischen Spielklasse absteigen.

#### In der 2. Division
In die Saison 1994/95 startete der VSE als Favorit, nach den ersten Runden wurde er dieser Rolle auch gerecht. Finanzielle Schwierigkeiten führten zu einem Ausverkauf und dem damit verbundenen Rückfall auf den 6. Endrang. Der Aufstieg wurde damit verpasst und im folgenden Jahr kämpfte der Verein sogar mit dem Abstieg in die dritte Liga. Mit einem guten Finish konnte dies jedoch abgewendet werden, es konnte jedoch nur der 13. von 16 Rängen erkämpft werden. Am 27. März 1995 wurde der Konkurs eröffnet. Die Passiva hatten sich auf rund 20 Millionen Schilling belaufen, der 20%ige Zwangsausgleich wurde am 16. Jänner 1996 vom Landesgericht St. Pölten angenommen.
In der darauffolgenden Saison konsolidierte sich der Verein wieder. Um Altstar Lajos Détári bildete sich eine gute Mischung aus alten und jungen Spielern. Das Resultat war ein 6. Rang. Vor allem die Frühjahrssaison gab Grund zur Hoffnung.

#### Abstieg aus der 2. Division
Das Jahr darauf war charakterisiert von der Auflösung der 16er Liga. Aus diesem Grund mussten in diesem Spieljahr ganze 7 Mannschaften absteigen, der 9. spielte Relegation. Der Meisterschaftsverlauf war an Dramaturgie kaum noch zu überbieten. Im Herbst hatte sich eine inferiore St. Pöltner Elf unter Walter Skocik nur auf dem 13. Platz klassiert, weit entfernt vom rettenden 8. Platz. Im Frühjahr gab es jedoch eine völlig veränderte Mannschaft, die plötzlich „von Sieg zu Sieg eilte“. Die Wende schien möglich, doch eine Niederlage in der letzten Runde gegen Wattens (2:3) bedeutete nur Platz 9 und damit Relegation. St. Pölten konnte als beste Frühjahrsmannschaft zuversichtlich in die Spiele gegen Wörgl gehen, doch nach einem 0:1 auswärts entwickelte sich im Rückspiel auf dem Voith-Platz ein „Krimi“, der in einem Elfmeterschießen gipfelte. Mišel Milovanović vergab den entscheidenden Elfmeter. Wörgl gewann mit 6:5, St. Pölten musste aus der 2. Bundesliga absteigen.

### FC Niederösterreich St. Pölten, Flash St. Pölten und Auflösung

#### Wiederaufstieg knapp verpasst
Nach der Fusion 1998 mit dem in der 2. Division spielenden SV Gerasdorf ging der Verein mit dem Namen FCN St. Pölten in die neue Saison. Die Vereinsfarben blau und schwarz sowie das Kürzel VSE verschwanden. Der neue Verein orientierte sich gleich in seiner ersten Saison nach oben und kämpfte lange mit SW Bregenz um den Wiederaufstieg in Liga 1. Bessere Zeiten schienen anzubrechen, doch der Verein verpasste mit Platz 2 den Aufstieg.

#### Flash St. Pölten
Im November 1999 kam es zum kurzen Intermezzo «Flash St. Pölten».

Der Verein war hoch verschuldet und im Gegensatz zum ersten Kandidaten LASK Linz fielen der Vorstand um Obmann Franz Hein sowie Vertreter der Stadt St. Pölten auf den Hochstapler Benjamin Englisch (alias Benjamin Abramovici) herein, der ein Angebot der US-amerikanischen Investmentgruppe „inFavorit“ vorlegte.

Laut dem 42-jährigen angeblichen Großerben – gegen den bereits zuvor mehrfach von Polizeibehörden ermittelt wurde, wie sich später herausstellte und der 1991 bereits wegen Betrugs in Garsten inhaftiert war – sollte ein Topf existieren, in den 25 Unternehmen der Software- und Telekommunikationsbranche 420 Millionen Dollar (rund 5,54 Milliarden Schilling) eingezahlt hätten.
Er selber wolle zusätzlich 230 Millionen Schilling von seiner Erbschaft einbringen.

Man sprach vom neuen Namen «Flash St. Pölten» – einem riesigen Stadion um zwei Milliarden Schilling – sowie der UEFA Champions League.

Das versprochene Geld floss allerdings nie, Englisch verschwand und wurde bereits im Dezember 1999 in Linz wegen schweren gewerbsmäßigen Betruges an einem Linzer Unternehmen verhaftet. Der FCN beschloss, inFavorit auf Vertragseinhaltung zu klagen.
Bereits unterschrieben war unter anderem die Begleichung der Altlasten bis zu einer Summe von 26 Millionen Schilling.

#### Das Ende
In der folgenden Saison wurde deutlich, dass sich St. Pölten um Obmann Franz Hein finanziell übernommen hatte, das Niveau war nicht zu halten, der Kader reduziert. Die anfänglichen Aufstiegsambitionen waren schnell verflogen. Im Herbst rutschte die Mannschaft auf den 7. Rang ab. Der 3:0-Sieg beim WSG Wattens im Zuge der 21. Runde am 13. November 1999 sollte das vorerst letzte Spiel gewesen sein, denn in der Winterpause verlor der Verein seine Spiellizenz.
Im Jänner strebte der FCN zunächst den Zwangsausgleich an und wollte die Meisterschaft aber mit der Jugendmannschaft der U18 fertig spielen. Die Spieler, die keine Gehälter mehr erhielten, stellten jedoch am 12. Jänner 2000 den Konkursantrag. Am 28. Februar wurde der Konkurs eröffnet und dem FCN die Lizenz entzogen. Die Spieler, die zuvor ankündigten, den Verein selbst führen zu wollen, waren damit automatisch frei und die restlichen Spiele wurden mit 0:3 strafverifiziert.
Nach der Auflösung des FCN wurde am 6. Juli 2000 mit dem SKN St. Pölten ein inoffizieller Nachfolgeverein gegründet. Dieser stieg in der 2. NÖ-Landesliga ein und spielt seit der Saison 2016/17 in der Bundesliga.

## Bekannte Spieler
| - Antonín Panenka (1985–1987) - Ivica Vastić (1992–1993) - Mario Kempes (1987–1990) - Alfred Tatar (1988–1989) | - Ernst Ogris (1988–1990) - Dieter Ramusch (1989–1994) - Zlatko Kranjčar (1990–1991) - Walter Schachner (1991) | - Frenk Schinkels (1991–1993 und 1994) - Laurențiu Reghecampf (1993–1994) - Ernst Aigner (1994–1996) - Lajos Détári (1996–1998) |  |